# GloFish
GloFish — запатентованный коммерческий бренд, под которым продаются генетически модифицированные флуоресцирующие аквариумные рыбки. Название образовано двумя английскими словами: glow — «сияющий», «свечение» и fish — «рыба». Под таким брендом трансгенные рыбки продаются на территории Америки, но официальным производителем рыбок считается корпорация Тайконг на Тайване.
Первоначально это были данио рерио (лат. Danio rerio) — вид неприхотливых и популярных аквариумных рыбок семейства карповых. Отличительной чертой искусственно выведенных генетической модификацией особей GloFish от исходной формы является красная, зелёная или оранжевая флуоресцентная окраска, которая становится более заметной и интенсивной при ультрафиолетовом освещении. Хотя первоначально рыбки выводились не в качестве декоративных, они стали первым общедоступным генетически модифицированным домашним животным.

## Особенности
Трансгенные данио отличаются от своей исходной формы окраской тела. В их ДНК встроены фрагменты ДНК медузы Aequorea victoria и красного коралла Discosoma. Данио с фрагментом ДНК медузы (ген GFP) имеют зеленый цвет, с ДНК коралла (ген RFP) — красный, а рыбки, в генотипе которых присутствуют оба фрагмента — желтые. Благодаря наличию этих чужеродных белков рыбки ярко светятся в ультрафиолетовом свете.
Трансгенная форма предпочитает более тёплую воду — около 28 °C. Содержание, кормление или отличия в разведении и развитии генетически изменённых Данио рерио не замечены: трансгенные рыбки так же неприхотливы в содержании и миролюбивы.
Все особи GloFish с момента рождения обладают флуоресцентной окраской, которая сохраняется всю жизнь и становится ярче по мере взросления рыбки. Светящийся цвет передается малькам при размножении трансгенных видов.

## История
Природный данио рерио, из которого был выращен GloFish, обитает в реках Индии и Бангладеш. Он имеет размер порядка трёх сантиметров в длину и золотые и синие полосы, расположенные вдоль тела. За последние 50 лет на рынке декоративных рыб в США этих рыбок было продано на сумму свыше 200 млн долл., однако несмотря на это, их воспроизводством в США никто не занимался, в первую очередь потому, что они являются тропическими рыбками и не могут существовать в условиях умеренного североамериканского климата.
В 1999 году доктор Чжиюань Гун и его коллеги из Национального университета Сингапура работали с геном зелёного флуоресцентного белка (GFP), который в природе встречается лишь у некоторых тихоокеанских медуз. Этот ген несёт ответственность за синтез белка-люминофора, который в темноте испускает лучи приятного зеленоватого цвета. Они вставили этот ген в эмбрион данио рерио, что позволило создать геном, который давал рыбам яркую флуоресцентную окраску как от природного белого света, так и от ультрафиолетового излучения.
Первоначальной целью генетических инженеров было облегчить наблюдение за внутренними органами этих полупрозрачных рыб. Но фотографию светящейся зеленоватым светом рыбки, показанную на научной конференции, увидел представитель компании, занимающейся разведением и продажей аквариумных рыб. По заказу фирмы в геном данио добавили ещё ген красного свечения, выделенный из морского коралла. Полученную породу назвали «Ночная жемчужина». Особи, получившие гены ДНК медузы и коралла, светятся жёлтым цветом.
В США светящиеся данио первоначально были получены с целью создания живых индикаторов загрязнения: при наличии в воде определённых токсических веществ рыбки должны были изменять окраску. Но в 2003 году бизнесмены и учёные заключили контракт, по которому на рынке появилась первая генетически модифицированная рыбка GloFish.
В дополнение к красным флуоресцентным данио-рерио, продаваемым под торговой маркой «Красная звёздная рыбка» (англ. Starfire Red), к середине 2006 года были выведены зеленые и оранжево-желтый флуоресцентный данио, а в 2011 году, — синие и фиолетовые. Эти генетические линии рыб получили торговое наименование «Электрически-зелёная» (англ. Electric Green), «Солнечно-оранжевая» (англ. Sunburst Orange), «Космически-синяя» (англ. Cosmic Blue) и «Галактически-пурпурная» (англ. Galactic Purple). Все эти рыбки были выведены при помощи генной инженерии с использованием рекомбинантной ДНК от различных морских кораллов.
В 2012 году появляется новая разновидность флуорисцирующих аквариумных рыбок под маркой зелёной разновидности англ. «Electric Green» GloFish, которые были выведены тем же методом, что и предыдущие, но вместо данио-рерио были использованы обыкновенные тернеции (лат. Gymnocorymbus ternetzi). В 2015 году были представлены светящиеся зелёным суматранские барбусы (лат. (Puntius tetrazona)).

## Законодательные ограничения
Продажа и хранение GloFish остаётся незаконной в Калифорнии из-за постановления, ограничивающего разведение любых генетически модифицированных рыб. Постановление введено до начала продаж GloFish, в основном из-за обеспокоенности по поводу биотехнологий быстрорастущих лососей. Хотя рыбная комиссия отказалась предоставить исключение (по этическим соображениям) в декабре 2003 года, впоследствии она изменила курс и решила продвигаться вперёд с целью освобождения GloFish от регулирования.
Канада также запрещает ввоз и продажу GloFish из-за отсутствия достаточной информации для принятия решения в отношении безопасности.
В пределах Европейского союза не разрешается импорт, продажа и хранение этих рыб. Однако 9 ноября 2006 года министерством жилищного строительства, территориального планирования и окружающей среды Нидерландов найдено 1400 флуоресцентных рыб, которые продаются в различных магазинах из аквариумов.